# Karangsari (Bantur)
Karangsari is een bestuurslaag in het regentschap Malang van de provincie Oost-Java, Indonesië. Karangsari telt 7260 inwoners (volkstelling 2010).